# Jacques de Crussol (duc d'Uzès)
Jacques Marie Géraud de Crussol, duc d'Uzès (Paris, 19 novembre 1868 - Protectorat portugais du Kabinda, 20 juin 1893) est un explorateur français.

## Biographie
Le 26 mai 1891, Jacques de Crussol est présent au bal organisé au 25 boulevard des Invalides, déguisé en seigneur moscovite ; il est à cette époque l'amant de la demi-mondaine, Émilienne d'Alençon, qu'il souhaite épouser.
Sa mère, la duchesse Anne de Rochechouart de Mortemart décide peu après de lui organiser une expédition en Afrique pour lui apprendre à sortir d'une vie oisive, respecter son rang et accomplir de grandes choses. Le but est d'atteindre l'Abyssinie et de délivrer Khartoum aux mains des Madhistes depuis 1884.
La duchesse adjoint à son fils le lieutenant Émile Julien, le journaliste de L'Illustration Charles Pottier, d'un chef de convoi nommé Rogier et le médecin Jean Hess. Trente tirailleurs algériens accompagnent la troupe.
Les hommes partent de Marseille le 26 janvier 1892 et atteignent Brazzaville le 12 juillet. Le duc d'Uzès connaît alors de nombreuses sources d'indisciplines parmi ses hommes. À Brazzaville, Albert Dolisie le convainc de poursuivre sa mission vers l'Oubangui pour renforcer les forces déjà présentes sur le lieu. De pacifique que devait être la mission, elle devint alors militaire. Dépassé par les événements, le duc laisse alors son commandement à Julien.
Arrivé le 11 janvier 1893 au poste des Abiras, les hommes complètent alors les forces de Victor Liotard. Une expédition de représailles est organisée début février pour combattre les « Boubous » dans la vallée de la Kotto, mais, dès la fin du mois, le duc et le lieutenant Julien, atteints par les fièvres, sont évacués sur Brazzaville.
Le jeune duc meurt de dysenterie le 20 juin 1893 à Cabinda alors qu'il se préparait à regagner la France.

## Publication
- Les boubous du Congo, préface de Charles Simond, Paris, Plon, 1898 — lire sur Gallica.